# Joseph Merrick
Joseph Carey Merrick (Leicester, Anglaterra, 5 d'agost de 1862 - Londres, 11 d'abril de 1890) va ser conegut popularment com a "l'home elefant" a causa de les severes malformacions que patí des dels 18 mesos d'edat. Els seus pares no patien cap mena de malformació ni tampoc els seus dos germans, William (mort als quatre anys) i Marion Eliza. Tampoc es va donar cap cas com el seu ni en els seus oncles ni cosins.
Metges especialitzats en malalties congènites i genetistes han aconseguit saber quin tipus de malaltia patia Joseph Merrick, gràcies al fet que es va conservar el seu esquelet i mostres orgàniques (cabell). Es tracta d'una malaltia anomenada síndrome de Proteu, que va ser descoberta l'any 1979. Aquesta síndrome és molt rara i només se n'han descrit 100 casos en tot el món. Se sospita també que Merrick patia també una neurofibromatosi de tipus I, ja que també presenta símptomes clars d'aquesta malaltia.

## Biografia
Joseph Merrick va créixer a la ciutat de Leicester. La seva malaltia va començar a manifestar-se en el seu aspecte deformant cap als 18 mesos d'edat en forma d'una protuberància sobre el llavi superior. Als dotze anys morí la seva mare que sempre l'havia cuidat amb devoció. Merrick a pesar de la seva malaltia que li dificultava caminar, va anar a escola dels 6 als 12 anys. Després de la mort de la seva mare el seu pare es va tornar a casar i la nova parella del seu pare no va acceptar Merrick. Joseph treballà dels 13 als 15 anys en una fàbrica de tabacs fins que la mà i el braç drets es van deformar tant que va quedar impedit per a treballar fent servir els dos braços. Tal va ser l'impediment, que essent Merrick dretà va haver d'aprendre a escriure de nou amb la mà esquerra. Després de perdre la feina el seu pare li va aconseguir una llicència per ser venedor ambulant. Merrick venia pels carrers alguns articles de la merceria del seu pare. A causa del seu aspecte no venia gairebé res i sovint la gent li feia rotllanes o l'increpaven. Durant aquest temps, Merrick va fugir un grapat de vegades de casa seva per estalviar-se el maltractament de la seva madrastra i la desatenció del seu pare vers ell. Un dia va marxar per sempre després de rebre una pallissa i el seu pare no es va tornar a preocupar mai més per ell. Merrick va perdre totalment el contacte amb ell i amb la seva germana petita, Marion Eliza que comptava en aquells dies uns sis anys. El seu oncle patern Charles Merrick el va acollir a casa seva durant un any. Durant aquest any Merrick va continuar treballant com a venedor ambulant però el seu aspecte ja molt deforme esfereïa la gent i provocava que no vengués res. El gremi de venedors ambulants va protestar per la presència de Merrick i quan la seva llicència per vendre va expirar, no li va ser renovada. Continuava sota la protecció del seu oncle, però sabent que no es podia guanyar la vida no va voler ser una càrrega per al seu oncle i a finals de desembre de 1879, als 17 anys va ingressar voluntàriament a la WorkHouse de Leicester. Les WorkHouses eren una xarxa d'asils estesa per tot el Regne Unit on anaven a parar gent sense recursos, fins i tot famílies senceres. Allà amb un règim penitenciari treballaven per guanyar-se l'estada. Les feines més comunes eren treballar pedres per fer carrers, fer maons, etc. Merrick sempre recordà la seva estada a la WorkHouse amb horror.
Allà hi romangué durant quatre anys. La seva deformitat continuava progressant. La protuberància del llavi superior va arribar a un punt que li impedia menjar i parlar amb claredat. El 1884 va ser traslladat a la Leicester Infirmary on li va operar la cara extraient-li la protuberància. Segons pròpies paraules de Merrick li van treure mig quilo de teixit malalt. Mentre es recuperava de la dolorosa operació va saber que un promotor de fires especialitzat en fenòmens (freaks) anomenat Sam Torr estava a la ciutat i li va escriure demanant-li feina. Torr el va anar a veure i el va contractar immediatament. D'aquesta manera Merrick va fer realitat el seu somni de marxar de la WorkHouse.
Sabent que l'única sortida per guanyar-se la vida a causa del seu sorprenent aspecte seria la d'exhibir-se en fires, es va unir a la fira de Sam Torr on treballà uns mesos fins que es va passar, per recomanació del mateix Torr, a la fira de Tom Norman. L'exhibició de Merrick era una atracció de molt èxit, però no estava exempta de problemes, ja que les autoritats trobaven que era massa degradant. Així que poble darrere poble, Merrick s'exhibia i al cap de pocs dies l'exhibició era clausurada. Com que la companyia era itinerant, la clausura no revestia problemes. Però va arribar un moment en què la fira ja no va tenir llocs on exhibir l'atracció de Merrick sense que gairebé immediatament fos clausurada. Cal senyalar tanmateix, que Merrick sempre va parlar bé de la seva etapa com a fenomen de fira, malgrat que li desagradava profundament exhibir-se, ja que es va sentir ben tractat pels seus companys i va poder fer una bona caixa de diners. Com a curiositat, va ser Tom Norman qui va confeccionar la gorra amb el vel que cobria totalment la cara i el cap de Merrick. El vel tenia un trau obert per a la visió de Merrick. Aquest estrany vel amb gorra es conserva, juntament amb altres efectes personals seus, al Royal London Hospital, Londres.
Tom Norman i Joseph Merrick van arribar a Londres a finals de 1884 i van instal·lar l'exhibició en una botiga davant del London Royal Hospital. Com que era tan a prop de l'hospital va cridar de seguida l'atenció dels estudiants que van informar el doctor Frederick Treves, home molt interessat en les malalties deformants, de l'existència de Joseph Merrick. Així, a finals de 1884 Treves i Merrick es van conèixer. Treves li va donar a Norman una targeta de visita perquè pogués portar Merrick a l'hospital, ja que li va voler fer un reconeixement exhaustiu. Norman hi va estar d'acord i va portar Merrick al London Royal Hospital. Allà, Treves va examinar Merrick i el va presentar a la comunitat científica com un cas de neurofibromatosi greu. Com que aquest hospital no acollia malalts crònics, un cop acabada la seva primera trobada amb la comunitat científica, Merrick va tornar a la seva vida d'exhibició. Va romandre a Londres fins a la primavera de 1885. Continuà treballant en diferents ciutats. Després que la seva exhibició fos clausurada definitivament, Norman va proposar Merrick que marxés al continent amb un promotor italià anomenat Ferrari, ja que al Regne Unit ja no podia fer carrera perquè les seves exhibicions eren constantment clausurades. Merrick va marxar amb Ferrari cap al continent el Juny de 1886.
Era costum que els promotors guardessin els diners dels seus treballadors i Torr li va confiar a Ferrari els estalvis de Merrick, unes 40 o 50 lliures. El que no comptaven ni Ferrari ni Merrick és que al continent europeu les lleis per a les exhibicions a les fires eren molt severes, i els dos homes van ser constantment perseguits per les autoritats. Les exhibicions de Merrick duraven tan poc que no donaven ni per menjar. Així veient Ferrari que no faria negoci amb Merrick, l'abandonà a la seva sort a Brussel·les a finals de 1886, emportant-se tots els estalvis que Merrick havia fet durant dos anys. Amb moltíssimes dificultats, Merrick aconseguí embarcar en un vaixell de tornada a Anglaterra. El bitllet incloïa el viatge en tren de Dover fins a l'estació Liverpool, a Londres. Després d'un dur viatge, Merrick va arribar a aquesta estació on la gent en veure'l li van fer rotllana fins a provocar un tumult. Com que li era impossible córrer per escapar i es trobava completament sol, Merrick va caure pres d'un atac de pànic fins que la policia el va atendre. Com que duia encara la targeta de visita del doctor Treves la policia el va fer cridar i aquest se'l va endur al Royal London Hospital.

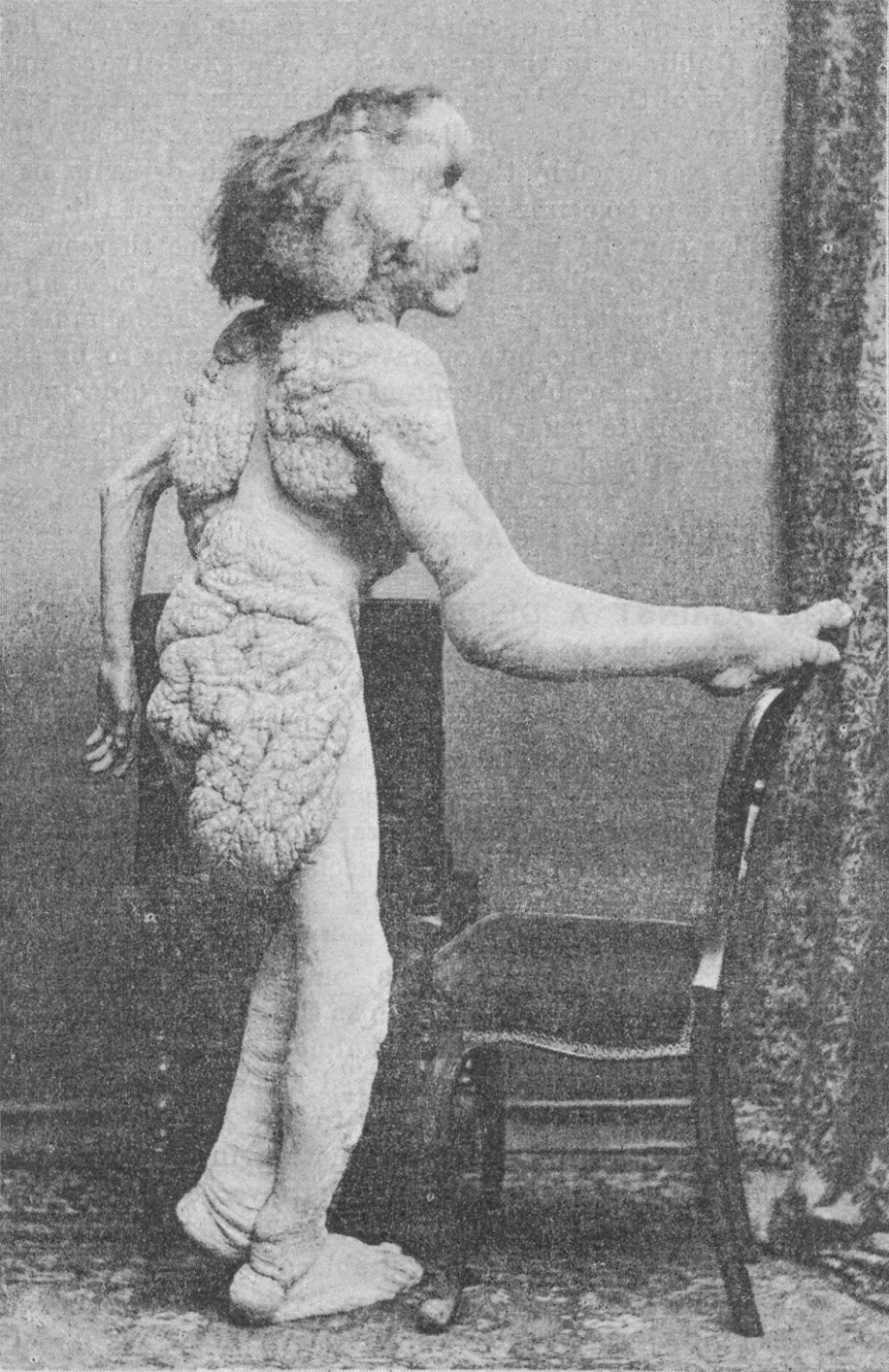
Joseph Merrick cap al 1889. Fotografia presa al Royal London Hospital, Londres

Treves va exposar al director de l'hospital, el doctor Carr-Gomm el problema de consciència i responsabilitat que tenien vers Merrick, ja que la seva deformitat li impedia valer-se per si mateix i els intents perquè fos acollit en alguna institució per malalts crònics va ser infructuosa. El seu oncle Charles Merrick va voler fer-se'n càrrec però tant Treves com Carr-Gomm van estar d'acord que Merrick necessitava estar a l'hospital, ja que la seva malaltia requeria atencions mèdiques constants i una estrictíssima higiene. Merrick, per l'efecte de les seves deformacions sobre la pell, aquesta desprenia una desagradable olor que quedava eliminada amb un bany o dos diaris.
Treves i el director de l'hospital per poder justificar l'estada de Merrick a l'hospital, ja que no estava permesa l'estada a malalts crònics, van decidir fer una col·lecta posant un anunci al diari explicant la història de Merrick. L'objectiu era recaptar fons per pagar la seva estada i així justificar donar-li habitació i existència de per vida. La idea va ser un èxit i la resposta popular va sobrepassar les expectatives de Treves i Carr-Gomm, el director de l'hospital. Merrick va romandre al Royal Hospital fins a la seva mort, el 1890, als vint-i-set anys. Durant la seva estada va fer molta amistat amb Frederick Treves, que anys després a les seves memòries dedicaria un llarguíssim capítol a en Merrick, conscient que el seu nom quedaria per sempre lligat al de Merrick. En aquestes memòries escrites el 1923 poc abans de morir, la vellesa i la memòria van trair Treves, que va canviar el nom de Joseph Merrick pel de John. Treves es va sorprendre de la intel·ligència i sensibilitat de Merrick, del seu interès per la literatura i la seva increïble habilitat pels treballs manuals a pesar de la deformitat de la mà i el braç drets. Merrick va aprendre a fer treballs amb vímet i construccions arquitectòniques amb cartó. Destacava el seu caràcter educat, tranquil i la seva profunda religiositat. Merrick era de confessió Baptista. Treves també es va acostumar a la curiosa manera de parlar de Merrick, ja que aquest tenia el paladar i la mandíbula deformats i li impedien pronunciar correctament. La causa de la seva mort va ser que el pes del seu descomunal crani provocà un desnucament. En un principi es va especular que va morir d'asfíxia perquè s'havia adormit estirat. Merrick havia de dormir obligatòriament assegut i amb el cap recolzat als genolls. Si s'estirava, s'asfixiava. Però l'estudi de les seves vèrtebres cervicals demostren que va morir sobtadament desnucat i que la mort va ser tan ràpida que ni se'n va adonar.
Després de fer-li un funeral, Treves va practicar l'autòpsia al cadàver de Merrick i va separar l'esquelet per a conservar-lo a l'hospital per al seu estudi. També es van guardar mostres de teixit, però es van perdre durant un bombardeig a la Segona Guerra Mundial. A més de l'esquelet, s'ha conservat cabell de Merrick. La conservació d'aquestes restes han estat clau per descobrir què li passava. També han estat importants els estudis genètics a la família d'en Merrick, que han continuat fins avui en els descendents directes de l'oncle Charles Merrick.
Sobre la vida de Joseph Merrick es va fer un musical anomenat "The Elephant Man" guardonat amb un premi Tony i protagonitzat per David Bowie l'any 1979, i també una pel·lícula anomenada igualment "The Elephant Man", dirigida per David Lynch l'any 1980.